# Season of Mist
La Season of Mist è un'etichetta discografica indipendente francese fondata nel 1996 a Marsiglia da Michael Berberian. Nel 2007 è stata creata una sotto-etichetta, la Season of Mist Underground Activist, che ha pubblicato album di Bestial Mockery, Drudkh e Urgehal.
Inizialmente specializzata in black e death metal, negli anni si è allargata a generi come gothic metal, avant-garde e punk. Dal 1999, anno in cui ha messo sotto contratto i Mayhem, l'etichetta ha pubblicato album di gruppi quali Morbid Angel, Within Temptation, Rotting Christ, Cynic, Atheist e The Dillinger Escape Plan.
Dal 2002 distribuisce anche altre etichette in Francia, tra cui la Metal Blade Records, la Spinefarm Records e la Napalm Records.
Il nome deriva dalla commedia Sogno di una notte di mezza estate di William Shakespeare e dal fumetto Season of Mists.

## Artisti
- ...And Oceans
- 1969 Was Fine
- Abaddon Incarnate
- Abbath
- Aborym
- Ace Frehley
- Aghora
- Agressor
- Anaal Nathrakh
- Anata
- Ancient Rites
- Anorexia Nervosa
- Arcturus
- Arkan
- Asrai
- Astarte*
- Atheist
- Atrox
- Ava Inferi
- Beherit*
- Bestial Mockery
- Bethzaida
- Black Comedy
- Black Dawn
- Black Funeral*
- Bloodthorn
- Blöod Düster
- Brutal Truth
- Cadaveria
- Cantata Sangui
- Carnation
- Carnival in Coal
- Carpathian Forest
- Chaostar
- Christian Death
- Confessor
- Corpus Delicti
- Council of the Fallen
- Cultus Sanguine
- Cynic
- Dagoba
- Darkside
- Dawn of Relic
- Dead Shape Figure
- Deathspell Omega*
- Defiled
- Deströyer 666
- Diabolic
- Drudkh
- Dying Fetus*
- E-Force
- Eluveitie*
- Engel
- Enslaved*
- Esoteric
- Eths
- Eyeless
- Fair to Midland
- Finntroll*
- Fleshgrind
- Forgotten Tomb*
- Furia
- Furious Trauma
- Gaerea
- Geasa
- Genitorturers
- Ghost Brigade
- Gnostic
- Gonin-ish
- Gorelord
- Gorgoroth
- Gorguts
- Green Carnation
- Griffin
- HDK
- Hegemon
- Hierophant
- Hirax
- Imperium Dekadenz
- Impure Wilhelmina
- Jarboe
- Jungle Rot
- Kampfar
- Karelia
- Kill the Thrill
- Klone
- Kylesa
- Legion of the Damned*
- Leng Tch'e
- Luna Field
- Macabre
- Mar de Grises
- Mayhem
- Meridian
- Mezzerschmitt
- Moonsorrow*
- Morbid Angel
- Morgul
- My Insanity
- MX
- Naer Mataron
- Nattefrost
- Necrophagia
- Nocturnus
- Nothnegal
- Order of the Ebon Hand
- Otargos
- Outlaw Order
- Oxiplegatz
- Pentagram
- Penumbra
- Pest
- Polterchrist
- Psykup
- Punish Yourself
- Red Harvest
- Reverend Bizarre*
- Rimfrost
- Rotting Christ
- Sadist*
- Salem
- Septicflesh
- Seth
- Severe Torture
- Shape of Despair*
- Shining*
- Silent Stream of Godless Elegy
- Skitliv
- Solefald
- Sólstafir
- Sopor Aeternus
- Soul Demise
- Sturmgeist
- Syrinx
- Tactile Gemma
- The Arrs
- The Bleeding Light
- The Casualties
- The Cosa Nostra Klub
- The Crest
- The Dillinger Escape Plan
- The Gathering
- The Old Dead Tree
- The Project Hate MCMXCIX
- The Sign of the Southern Cross
- To Separate the Flesh from the Bones
- Trepalium
- Trinacria
- Tsjuder
- Twelfth Gate
- Urgehal
- Viking Crown
- Virus
- Voyager
- Watain
- Within Temptation
- Winds of Sirius
- Wurdulak
- Yattering

*Band distribuite solo in Nordamerica

## Distribuzione
Di seguito le principali etichette distribuite dalla Season of Mist.
- Agonia Records
- Alfa Matrix
- Ant-Zen
- Avantgarde Music
- Black Mark Productions
- Candlelight Records
- Drakkar Entertainment
- Lifeforce Records
- Magic Circle Music
- Massacre Records
- Metal Blade
- Metropolis Records
- Napalm Records
- Scarlet Records
- Spinefarm Records